# Regionalização do Maranhão
A atual formação regional do Estado do Maranhão foi apresentada pela Secretaria de Estado do Planejamento e Orçamento (SEPLAN), resultado de trabalho conjunto com o Instituto Maranhense de Estudos Socioeconômicos e Cartográficos (IMESC) e Universidade Estadual do Maranhão (UEMA), com colaboração da Secretaria de Estado da Fazenda (SEFAZ), Secretaria de Estado das Cidades e Desenvolvimento Urbano (SECID) e Secretaria de Estado da Agricultura e Pecuária (SAGRIMA), através Agência Estadual de Pesquisa e Extensão Rural (AGERP).
Após os resultados obtidos, a Nova Regionalização do espaço maranhense foi instituída oficialmente pela Lei Complementar n° 8.717 de 21 de novembro de 2007, e estabeleceu a divisão do território do Maranhão em 32 Regiões Administrativas de Planejamento,  19 Unidades Regionais de Saúde, 19 Unidades Regionais de Educação e 04 Unidades Regionais de Meio Ambiente.

## As Regiões

### Regiões Administrativas de Planejamento
Como forma de levar as ações do Estado a todas as regiões do Estado, buscando corrigir a forma anterior a que o estado estava regionalizado (antes da LC 8.717/2007, o Maranhão possuía apenas 19 Regiões de Planejamento, a SEPLAN apontou ser necessária a divisão do Estado em 32 Regiões de Planejamento, levando em conta as aptidões locais bem como o respeito às peculiaridades existentes nas várias regiões do Estado. 
Como resultado do estudo elaborado por vários órgãos estaduais durante mais de dois anos, estabeleceu a necessidade de 32 regiões para um planejamento justo e eficaz.
Para a nomenclatura de cada região, foi levado em conta pontos como localização geográfica, vegetação, hidrografia, origem e/ou formação original da população etc (entre outros).
Para o agrupamento dos municípios, levaram-se em conta critérios como condições de acesso (rodoviário, ferroviário e marítimo), demanda de serviços públicos, relações socioeconômicas entre as cidades e a identidade ambiental, natural, cultural e étnica.
Estas são as 32 Regiões Administrativas de Planejamento do Estado do Maranhão:

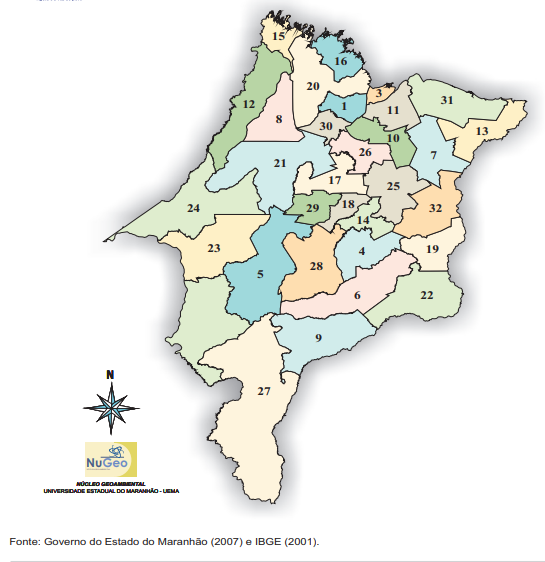
1. Baixada Maranhense 2. Chapada das Mesas 3. Ilha do Maranhão 4.Pré-Amazônia 5. Serras 6. Alpercatas 7. Alto Munim 8. Alto Turiaçu 9. Baixo Balsas 10. Baixo Itapecuru 11. Baixo Munim 12. Baixo Turi 13. Delta do Parnaíba 14. Flores 15. Gurupi 16. Litoral Ocidental 17. Mearim 18. Médio Mearim 19. Médio Parnaíba 20. Pericumã 21. Pindaré 22. Sertão Maranhense 23. Tocantins 24. Carajás 25. Cocais 26. Eixos Rodoferroviários 27. Gerais de Balsas 28. Guajajaras 29. Imigrantes 30. Lagos 31. Lençóis Maranhenses 32. Timbiras

1. Região de Planejamento da Baixada Maranhense
2. Região de Planejamento da Chapada das Mesas
3. Região de Planejamento da Upaon Açu
4. Região de Planejamento da Pré-Amazônia
5. Região de Planejamento das Serras
6. Região de Planejamento do Alpercatas
7. Região de Planejamento do Alto Munim
8. Região de Planejamento do Alto Turi
9. Região de Planejamento do Baixo Balsas
10. Região de Planejamento do Baixo Itapecuru
11. Região de Planejamento do Baixo Munim
12. Região de Planejamento do Baixo Turi
13. Região de Planejamento do Delta do Parnaíba
14. Região de Planejamento do Flores
15. Região de Planejamento do Gurupi
16. Região de Planejamento do Litoral Ocidental
17. Região de Planejamento do Mearim
18. Região de Planejamento do Médio Mearim
19. Região de Planejamento do Médio Parnaíba
20. Região de Planejamento do Pericumã
21. Região de Planejamento do Pindaré
22. Região de Planejamento do Sertão Maranhense
23. Região de Planejamento do Tocantins
24. Região de Planejamento dos Carajás
25. Região de Planejamento dos Cocais
26. Região de Planejamento dos Eixos Rodoferroviários
27. Região de Planejamento dos Gerais de Balsas
28. Região de Planejamento dos Guajajaras
29. Região de Planejamento dos Imigrantes
30. Região de Planejamento dos Lagos
31. Região de Planejamento dos Lençóis Maranhenses
32. Região de Planejamento dos Timbiras

### As Unidades Regionais de Saúde
A saúde maranhense está categorizada em Macrorregional e Regional.

#### Macrorregionais
- São Luís
- Caxias
- Pinheiro
- Imperatriz
- Presidente Dutra
- Coroatá
- Santa Inês
- Balsas

#### Regionais
1. São Luís
2. Açailândia
3. Bacabal
4. Caxias
5. Barra do Corda
6. Balsas
7. Chapadinha
8. Codó
9. Imperatriz
10. Itapecuru-Mirim
11. Pedreiras
12. Pinheiro
13. Presidente Dutra
14. Rosário
15. Santa Inês
16. Viana
17. Timon
18. São João dos Patos
19. Zé Doca

### Educação
A educação do Estado está dividida em 20 regionais. São elas:
1. Rosário
2. Itapecuru-Mirim
3. Chapadinha
4. Codó
5. Pinheiro
6. Viana
7. Santa Inês
8. Zé Doca
9. Açailândia
10. Imperatriz
11. Balsas
12. São João dos Patos
13. Presidente Dutra
14. Pedreiras
15. Barra do Corda
16. Bacabal
17. Caxias
18. Timon
19. São Luís
20. Lago da Pedra

### Meio Ambiente
Pela Resolução do Conselho Nacional de Recursos Hídricos (CNRH) n° 32, de 25 de junho de 2003, o Maranhão está inserido em meio a três Regiões Hidrográficas. A regionalização SEPLAN/IMESC propôs e a Lei Complementar 8.717/2007 instituiu doze bacias hidrográficas no território do Maranhão, com quatro regionais.

#### Regiões Hidrográficas
Região Hidrográfica do Atlântico Nordeste Ocidental
Região Hidrográfica do Parnaíba
Região Hidrográfica do Tocantins-Araguaia

#### Bacias Hidrográficas
Sistema Hidrográfico do Litoral Ocidental
- Sistema Hidrográfico das Ilhas Maranhenses
- Bacia Hidrográfica do Rio Mearim
- Bacia Hidrográfica do Rio Itapecuru
- Bacia Hidrográfica do Rio Munim
- Bacia Hidrográfica do Rio Turiaçu
- Bacia Hidrográfica do Rio Maracaçumé
- Bacia Hidrográfica do Rio Preguiças
- Bacia Hidrográfica do Rio Periá
- Bacia Hidrográfica do Rio Parnaíba
- Bacia Hidrográfica do Rio Tocantins
- Bacia Hidrográfica do Rio Gurupi

#### Regionais de Meio Ambiente
Balsas
Imperatriz
Pinheiro
Chapadinha

## Nova Regionalização - O agrupamento municipal
De acordo com a Lei de Nova Regionalização do Estado do Maranhão (LC 8.717/2007), as 32 Regiões de Planejamento do Estado do Maranhão estão assim agrupadas:
- Região de Planejamento da Baixada Maranhense (06 municípios);
- Região de Planejamento da Chapada das Mesas (08 municípios);
- Região de Planejamento da Ilha do Maranhão (04 municípios);
- Região de Planejamento da Pré-Amazônia (08 municípios);
- Região de Planejamento das Serras (05 municípios);
- Região de Planejamento do Alpercatas (06 municípios);
- Região de Planejamento do Alto Munim (08 municípios);
- Região de Planejamento do Alto Turi (06 municípios);
- Região de Planejamento do Baixo Balsas (06 municípios);
- Região de Planejamento do Baixo Itapecuru (06 municípios);
- Região de Planejamento do Baixo Munim (07 municípios);
- Região de Planejamento do Baixo Turi (07 municípios);
- Região de Planejamento do Delta do Parnaíba (08 municípios);
- Região de Planejamento do Flores (07 municípios);
- Região de Planejamento do Gurupi (05 municípios);
- Região de Planejamento do Litoral Ocidental (09 municípios);
- Região de Planejamento do Mearim (09 municípios);
- Região de Planejamento do Médio Mearim (09 municípios);
- Região de Planejamento do Médio Parnaíba (03 municípios);
- Região de Planejamento do Pericumã (09 municípios);
- Região de Planejamento do Pindaré (12 municípios);
- Região de Planejamento do Sertão Maranhense (09 municípios);
- Região de Planejamento do Tocantins (09 municípios);
- Região de Planejamento dos Carajás (08 municípios);
- Região de Planejamento dos Cocais (05 municípios);
- Região de Planejamento dos Eixos Rodoferroviários (07 municípios);
- Região de Planejamento dos Gerais de Balsas (06 municípios);
- Região de Planejamento dos Guajajaras (03 municípios);
- Região de Planejamento dos Imigrantes (06 municípios);
- Região de Planejamento dos Lagos (05 municípios);
- Região de Planejamento dos Lençóis Maranhenses (06 municípios);
- Região de Planejamento dos Timbiras (05 municípios);

Total: 217 municípios.

## Os Territórios de Desenvolvimento
A partir de 2015 deu-se início discussões entre SEPLAN, IMESC e Governo do Estado para um novo agrupamento regional do Maranhão a partir dos chamados Territórios de Desenvolvimento. Com isso, o número total de regionais diminuiria, passando das atuais 32 cidades-polo para 22 cidades-polo.
Para a elaboração do Orçamento Participativo 2016 e Plano Plurianual 2016/2019, o Governo do Estado fez escutas territoriais para se saber a opinião da população quanto aos investimentos do Governo para cada região do Maranhão. Com isso, o Governo repartiu o Estado em 15 Territórios de Desenvolvimento.
Em 2020 o IMESC concluiu a sistematização da Nova Proposta de Regionalização e divulgou no documento "Regiões de Desenvolvimento do Estado do Maranhão: Proposta Avançada". A proposta prevê 22 Regiões de Desenvolvimento do Maranhão e seus respectivos Municípios-Polo:
- 1. Região de Desenvolvimento do Alpercatas: Colinas
- 2. Região de Desenvolvimento da Baixada Maranhense: Pinheiro
- 3. Região de Desenvolvimento dos Campos e Lagos: Viana
- 4. Região de Desenvolvimento do Delta das Américas: Tutóia
- 5. Região de Desenvolvimento dos Gerais de Balsas: Balsas
- 6. Região de Desenvolvimento dos Lençóis Maranhenses: Barreirinhas
- 7. Região de Desenvolvimento das Reentrâncias Maranhenses: Cururupu
- 8. Região de Desenvolvimento do Sertão Maranhense: São João dos Patos
- 9. Região de Desenvolvimento das Serras: Grajaú
- 10. Região de Desenvolvimento do Baixo Parnaíba Maranhense: Chapadinha
- 11. Região de Desenvolvimento do Gurupi Maranhense: Governador Nunes Freire
- 12. Região de Desenvolvimento do Mearim: Bacabal
- 13. Região de Desenvolvimento do Médio Itapecuru: Itapecuru-Mirim
- 14. Região de Desenvolvimento do Médio Mearim: Pedreiras
- 15. Região de Desenvolvimento do Médio Parnaíba Maranhense: Timon
- 16. Região de Desenvolvimento do Pindaré: Santa Inês
- 17. Região de Desenvolvimento do Tocantins Maranhense: Imperatriz
- 18. Região de Desenvolvimento da Amazônia Maranhense: Açailândia
- 19. Região de Desenvolvimento dos Cocais: Codó
- 20. Região de Desenvolvimento dos Guajajaras: Presidente Dutra
- 21. Região de Desenvolvimento dos Timbiras: Caxias
- 22. Região de Desenvolvimento Metropolitana de São Luís: São Luís